# Predrag Stevanović
Predrag Stevanović (in serbo Предраг Стевановић?; Essen, 3 marzo 1991) è un ex calciatore tedesco naturalizzato serbo, di ruolo centrocampista.

## Biografia
Ha anche un fratello più piccolo, Aleksandar, anch'egli calciatore.

## Carriera

### Club
Ha giocato 3 partite in Bundesliga con la maglia del Werder Brema.